# Manitouwadge Airport
Manitouwadge Airport är en flygplats i Kanada.   Den ligger i provinsen Ontario, i den sydöstra delen av landet, 800 km nordväst om huvudstaden Ottawa. Manitouwadge Airport ligger 362 meter över havet.
Terrängen runt Manitouwadge Airport är platt. Runt Manitouwadge Airport är det mycket glesbefolkat, med 6 invånare per kvadratkilometer.. Närmaste större samhälle är Manitouwadge, 4,4 km norr om Manitouwadge Airport. 
I omgivningarna runt Manitouwadge Airport växer i huvudsak blandskog.